# George Sylvan
Nils Georg ("George") Antonius Sylvan, född den 7 juni 1899 i Borås, död den 3 september 1955 i Södertälje, var en svart, svensk proffsboxare med mera. Sylvans ensamstående mor var väveriarbeterska, och han kom att växa upp i fosterhem hos andra släktingar.
Sylvan gick sina första boxningsmatcher i Karlskrona, när han gjorde militärtjänst där 1920. Sedan gick han till sjöss och hamnade i Frankrike, där han fick kontakt med en boxnings-manager som turnerade honom internationellt, ofta under namnet "Joe Walcott". Mot slutet av 1920-talet kom Sylvan tillbaka till Sverige där han, trots förbudet mot proffsboxning, kunde gå en del matcher arrangerade av Allmänna Boxningssällskapet (ABS), ofta under namnet "Joe Sylvain". Han arbetade även som boxningstränare, kock med mera, och kom senare att turnera mellan varietéscener och folkparker i framför allt norra Sverige. Han kom också i kontakt med filmbranschen och fick spela en del mindre roller, bland annat i Sten Stensson Stéen från Eslöv på nya äventyr (1932) och i den allra första filmatiseringen av Pippi Långstrump (1949).
På hösten 1932 hade Sylvan tjänst som vaktmästare på Dramaten i samband med Olof Molanders omstridda uppsättning av Marc Connellys Guds gröna ängar. En kväll efter föreställningen blev han utsatt för ett brutalt nazist-överfall som gav honom bestående men. Händelsen kan vara det första dokumenterade hatbrottet i Sverige med rasistiska förtecken.
Sylvan gifte sig sommaren 1933 med Ester Nygren, mer känd som kraftkvinnan "Miss Arona". De arbetade tillsammans under många år, och fick två barn: Ramon (1933–2012) och en dotter (1940).